# دارتفورد
Member_of_Parliamentدارتفوردlatitudeدارتفوردlongitudeدارتفورد
دارتفورد (به انگلیسی: Dartford) شهری در منطقهٔ ناتینگهام کشور انگلستان است که این کشور خود بخشی از بریتانیا محسوب می‌شود. این شهر در سال ۱۹۹۱ میلادی ۵۹٫۴۱۱ نفر جمعیت داشته و در سرشماری سال ۲۰۰۱ جمعیت آن به ۵۶٫۸۱۸ نفر رسیده‌است. میزان رشد سالانهٔ جمعیت دارتفورد ‎۰٫۴ درصد می‌باشد و جمعیت این شهر در سال ۲۰۱۲ به ۵۹٫۳۶۶ نفر تغییر یافت.